# Zaadlijst
De zaadlijst of placenta (ook wel: zaaddrager)  bij zaadplanten is het deel van het vruchtbeginsel waar de zaadknoppen ingeplant staan op de vruchtbladen. Het type van de plaatsing van de zaadknoppen (de wijze waarop de zaadknoppen geplaatst zijn) noemt men placentatie. Eén of meer zaadknoppen zitten met de zaadstreng (funiculus), ook wel navelstreng genoemd, vast aan één of meer zaadlijsten. De zaadknoppen kunnen wandstandig, randstandig, hoekstandig (Narcis), vrij in het midden, vrij op de bodem (basaal), rechtopstaand (basaal) of hangend aan de top geplaatst zijn.

Placentatie voorbeelden
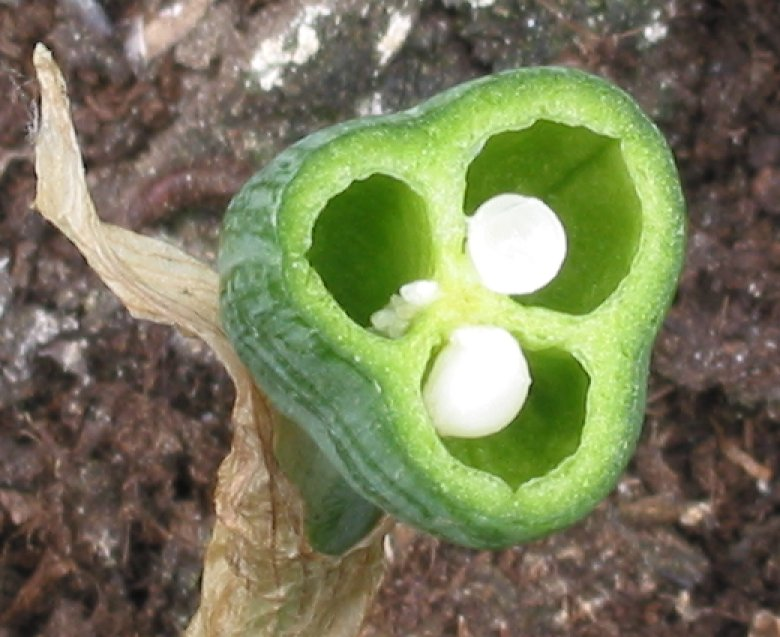
Driehokkig vruchtbeginsel van Narcis met hoekstandige zaadknoppen (dwarsdoorsnede)
Verschillende typen vruchtbeginsel met placenta's waarop de zaadknoppen staan a. dwarse doorsnede: driebladig, eenhokkig, wandstandig b. dw. ds. driehokkig, hoekstandig c. overlangse ds. eenhokkig, centraal
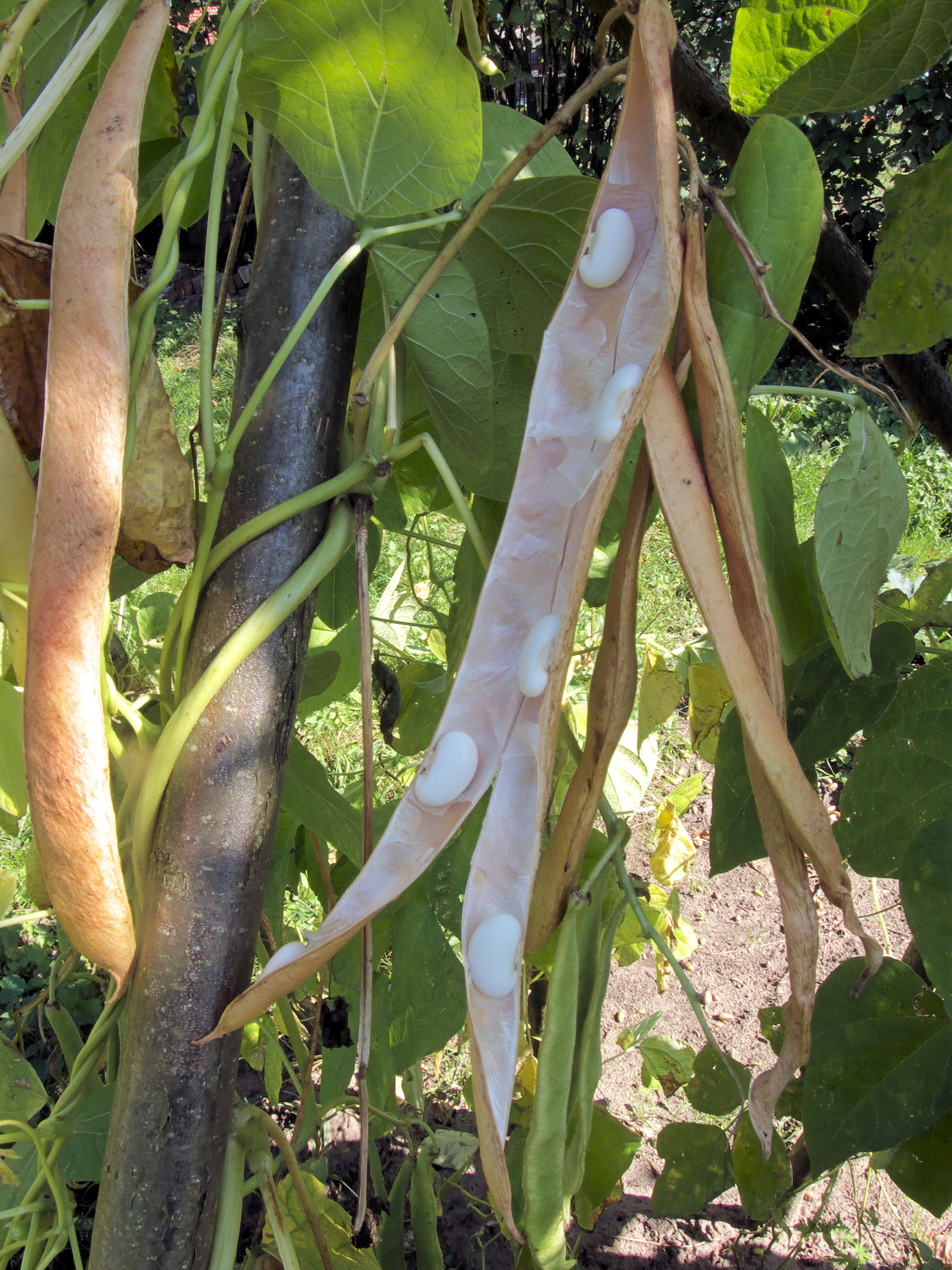
Rijpe peul van de pronkboon. De bonen (zaden) zitten vast aan de zaadlijst

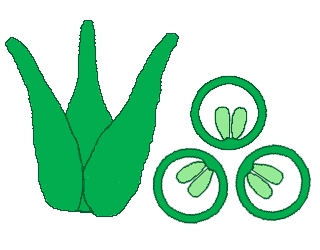
Apocarp, niet vergroeide vruchtbladen
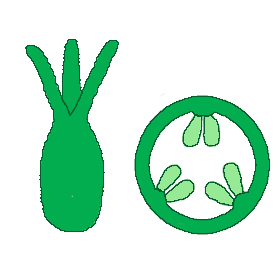
Syncarp, 3 vruchtbladen
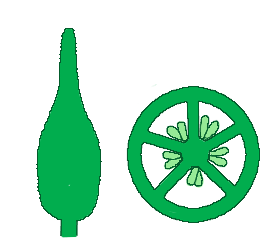
Syncarp, 5-hokkig

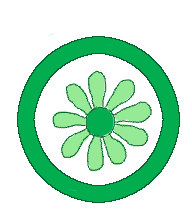
Vrijstaand, centraal
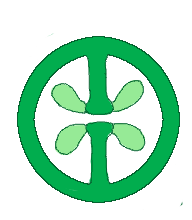
wandstandig
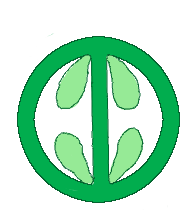
wandstandig